# PYGO1
PYGO1 (англ. Pygopus family PHD finger 1) – білок, який кодується однойменним геном, розташованим у людей на короткому плечі 15-ї хромосоми. Довжина поліпептидного ланцюга білка становить 419 амінокислот, а молекулярна маса — 45 116.
| 10         |  | 20         |  | 30         |  | 40         |  | 50         |
| ---------- |  | ---------- |  | ---------- |  | ---------- |  | ---------- |
| MPAENSPAPA |  | YKVSSHGGDS |  | GLDGLGGPGV |  | QLGSPDKKKR |  | KANTQGPSFP |
| PLSEYAPPPN |  | PNSDHLVAAN |  | PFDDNYNTIS |  | YKPLPSSNPY |  | LGPGYPGFGG |
| YSTFRMPPHV |  | PPRMSSPYCG |  | PYSLRNQPHP |  | FPQNPLGMGF |  | NRPHAFNFGP |
| HDNSSFGNPS |  | YNNALSQNVN |  | MPNQHFRQNP |  | AENFSQIPPQ |  | NASQVSNPDL |
| ASNFVPGNNS |  | NFTSPLESNH |  | SFIPPPNTFG |  | QAKAPPPKQD |  | FTQGATKNTN |
| QNSSAHPPHL |  | NMDDTVNQSN |  | IELKNVNRNN |  | AVNQENSRSS |  | STEATNNNPA |
| NGTQNKPRQP |  | RGAADACTTE |  | KSNKSSLHPN |  | RHGHSSSDPV |  | YPCGICTNEV |
| NDDQDAILCE |  | ASCQKWFHRI |  | CTGMTETAYG |  | LLTAEASAVW |  | GCDTCMADKD |
| VQLMRTRETF |  | GPSAVGSDA  |  |            |  |            |  |            |

A: Аланін

C: Цистеїн

D: Аспарагінова кислота

E: Глутамінова кислота

F: Фенілаланін

G: Гліцин

H: Гістидин

I: Ізолейцин

K: Лізин

L: Лейцин

M: Метіонін

N: Аспарагін

P: Пролін

Q: Глутамін

R: Аргінін

S: Серин

T: Треонін

V: Валін

W: Триптофан

Задіяний у таких біологічних процесах, як сигнальний шлях Wnt, альтернативний сплайсинг. 
Білок має сайт для зв'язування з іонами металів, іоном цинку. 
Локалізований у ядрі.